# Ceraphron chouvakhinae
Ceraphron chouvakhinae är en stekelart som beskrevs av Alekseev och Trjapitzin 1997. Ceraphron chouvakhinae ingår i släktet Ceraphron och familjen pysslingsteklar. Inga underarter finns listade i Catalogue of Life.